# Gorący towar (film 2013)
Gorący towar (ang. The Heat) – amerykańska komedia akcji z 2013 roku w reżyserii Paula Feiga. Wyprodukowana przez 20th Century Fox.
Światowa premiera filmu miała miejsce 28 czerwca 2013 roku. W Polsce premiera filmu odbyła się 19 lipca 2013 roku.

## Opis fabuły
Sarah Ashburn (Sandra Bullock) to błyskotliwa, pewna siebie i powszechnie nielubiana nowojorska agentka. Szef wysyła ją do Bostonu, gdzie Ashburn ma ująć barona narkotykowego, groźnego Simona Larkina. Agentka przyjeżdża więc na tamtejszą komendę policji i – nie zważając na protesty – zajmuje miejsce parkingowe przebojowej detektyw Shannon Mullins (Melissa McCarthy). Policjantka aresztowała właśnie dilera, który może doprowadzić agentkę do Larkina. Sarah, wbrew rozkazowi kierującego wydziałem kapitana Woodsa (Tom Wilson), przejmuje przesłuchanie. Między rywalizującymi kobietami wywiązuje się bójka. Ale już wkrótce niecierpiące się Shannon i Sarah będą musiały pracować razem...

## Obsada
- Sandra Bullock jako agentka Sarah Ashburn[3]
- Melissa McCarthy jako detektyw Shannon Mullins[3]
- Dan Bakkedahl jako agent DEA Craig
- Demián Bichir jako Hale
- Tom Wilson jako kapitan Woods
- Michael Rapaport jako Jason Mullins
- Marlon Wayans jako Levy
- Taran Killam jako Adam
- Nathan Corddry jako Michael Mullins
- Kaitlin Olson jako Tatiana
- Bill Burr jako Mark Mullins

## Zdjęcia
Zdjęcia do filmu realizowane były na terenie amerykańskiego stanu Massachusetts.